# 区分所有管理士
区分所有管理士（くぶんしょゆうかんりし）は、
区分所有建物の企画・設計・運営等を包括的にマネジメント
する役割を果たす為に創設された資格。
平成8年から試験が開始され、平成23年7月現在で、3,135名が区分所有管理士として認定されている。
一般社団法人マンション管理業協会では、区分所有管理士を、管理業務主任者の上位の資格と位置づけているが、
この資格自体は国家資格でも必置資格でもないことに留意する必要がある。
なお、平成24年実施の試験をもって、認定試験は終了することとなった。
略称で区所士とよばれることがあった。

## 受験資格
（1）区分所有建物の管理業務に従事し､3年以上の実務経験を有する者

（2）マンション管理業者(マンションの管理の適正化の推進に関する法律第44条に定める登録を受けた者)の従業員で､管理･監督職以上の地位にある者
※下記のいずれかに該当する者は､択一式試験の｢マンションの管理の適正化の推進に関する法律｣に関する5問が免除される。
ア）管理業務主任者試験合格者
イ）マンション管理士試験合格者
ウ）｢マンションの管理の適正化の推進に関する法律｣附則第5条の規定に基づく講習(移行講習｡平成14年4月で終了)修了者 

## 合格者・認定者数
| 年度       | 受験申込者数 | 受験者数 | 合格者数 | 合格率 | 累計合格者 | 累計認定者数          |
| ---------- | ------------ | -------- | -------- | ------ | ---------- | --------------------- |
| 平成20年度 | ***人        | 316人    | 160人    | 50.63% | 4,623人    | 4,203人(認定率90.9％) |
| 平成21年度 | 328人        | 315人    | 159人    | 50.48% | 4,782人    |                       |
| 平成22年度 | 352人        | 334人    | 173人    | 51.80% | 4,955人    |                       |
| 平成23年度 | 318人        | 297人    | 153人    | 51.52% | 5,108人    |                       |
| 平成24年度 | 56人         | 51人     | 30人     | 58.82% | 5,138人    |                       |

## 登録・登録証
区分所有管理士の登録証の有効期間は、交付日から５年間。
登録証の有効期間が満了する登録者（登録証の有効期間が満了したことにより登録が抹消された登録者）について、更新（再登録）を受けようとする場合は手続きが必要。

## 関連資格
- 宅地建物取引士
- 不動産鑑定士
- 管理業務主任者
- マンション管理士
- 日本の不動産に関する資格一覧